# Corte Madera
Corte Madera és una població dels Estats Units a l'estat de Califòrnia. Segons el cens del 2000 tenia 9751 habitants.

## Demografia
Segons el cens del 2000, Corte Madera tenia 9751 habitants i 3930 habitatges. La densitat de població era de 2605 habitants per km².
Dels 393h0 habitatges en un 32,3% hi vivien nens de menys de 18 anys, en un 52,1% hi vivien parelles casades, en un 10% dones solteres, i en un 34,5% no eren unitats familiars. En el 24,8% dels habitatges hi vivien persones soles el 7,8% de les quals corresponia a persones de 65 anys o més que vivien soles. El nombre mitjà de persones vivint en cada habitatge era de 2,41 i el nombre mitjà de persones que vivien en cada família era de 2,89.
Per edats la població es repartia de la següent manera: un 23,4% tenia menys de 18 anys, un 3,5% entre 18 i 24, un 31,3% entre 25 i 44, un 28,6% de 45 a 60 i un 13,3% 65 anys o més.
L'edat mitjana era de 41 anys. Per cada 100 dones de 18 o més anys hi havia 85,9 homes.
La renda mitjana per habitatge era de 79.839 $ i la renda mitjana per família de 95.471 $. Els homes tenien una renda mitjana de 70.968 $ mentre que les dones 50.380 $. La renda per capita de la població era de 46.326 $. Entorn del 2,7% de les famílies i el 4,5% de la població estaven per davall del llindar de pobresa.

## Poblacions més properes
El següent diagrama mostra les poblacions més properes.